# 갈색그물버섯

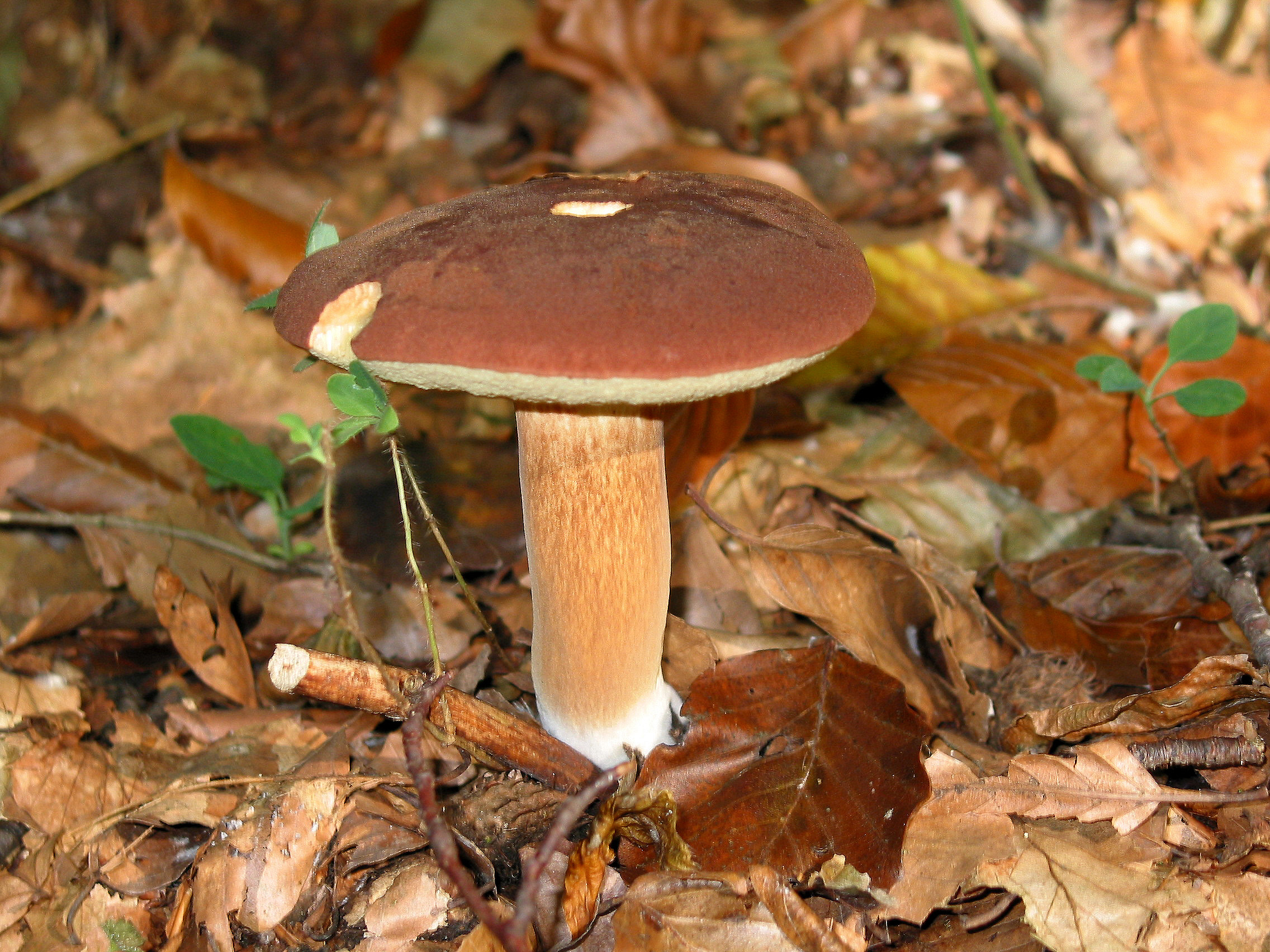

갈색그물버섯(Imleria badia)은 유라시아와 북미에서 발견되는 식용 가능한 구멍이 있는 버섯으로, 땅 위의 침엽수 또는 혼합림이나 썩어가는 나무 그루터기에서 자라며 때로는 많은 수로 자란다. 일반명과 학명 모두 만두색 또는 밤색 갓 (균류학)을 가리키는데, 어린 표본에서는 거의 구형에 가깝지만 직경이 최대 15cm(6인치)까지 넓어지고 편평해진다. 갓 밑면에는 멍이 들면 흐릿한 청회색으로 변하는 작은 황색 모공이 있다. 길이 4~9cm(1+1⁄2~3+1⁄2인치), 두께 1~2cm(1⁄2~3⁄4인치)의 매끄러운 원통형 줄기는 갓과 같은 색상이지만 더 창백하다. 일부 변종은 북아메리카 동부에서 기술되었으며 거시적 및 미시적 형태 모두에서 주요 유형과 다르다.